# Astronomija u 1795.
◄◄ | ◄ | 1792. | 1793. | 1794. | 1795.  | 1796. | 1797. | 1798. | ► | ►►
Arhitektura • Astronomija • Biologija • Glazba • Kazalište • Kemija • Kiparstvo • Knjige • Književnost • Kršćanstvo • Medicina • Politika • Pravo • Promet • Slikarstvo • Šport • Znanost
Astronomija u 1795.

## Svijet

### Otkrića
- Njemačka astronomkinja Caroline Herschel promatrala i zabilježila Enckeov komet, tada još neprepoznat kao periodičan. To je bilo drugo zabilježeno promatranje ovog kometa.[1]

## Vanjske poveznice
|  | Zajednički poslužitelj ima još gradiva o temi Astronomija u 1795. |